# Chandonanthus
Chandonanthus là một chi rêu trong họ Anastrophyllaceae.